# Norbert Josef Oswald
Norbert Josef Oswald (Oßwald) O.Praem. (24. dubna 1801 Žatec – 11. května 1868 Praha) byl řeholní kněz, žatecký děkan v letech 1832–1861 a čestný občan města Žatec.

## Život

### Počátky
Pocházel ze Žatce, jeho matka se jmenovala Anna. Zemřela v roce 1860 ve věku 88. let. Jeho otec Josef byl ševcovský mistr, který žil v č.p. 277. Podle nejstaršího žateckého adresáře z roku 1889 se jedná o Schießhausplatz, což byl prostor před Střelnicí (v místech dnešního autobusového nádraží). V roce 1889 zde žil jeho bratr Johann Oswald a jeho žena Franziska. Původní dům rodiny Oswaldů byl zbořen a číslo použito pro jiný objekt. Povědomost o tomto starém domě v blízkosti Jakubské čtvrti, kde žila děkanova rodina, však minimálně mezi sudetskými Němci přetrvala, což dosvědčují i vzpomínky v rodáckém Heimatbriefu.
Oswald studoval v letech 1813–1818 tehdy pětitřídní gymnázium a poté filozofii na univerzitě v Praze. Vstoupil do strahovského kláštera. Po vysvěcení na kněze 17. března 1826 sloužil o nejbližší velikonoční neděli 26. března 1826 svou první mši (primici) v žateckém děkanském kostele Nanebevzetí Panny Marie. Již jako žatecký první kaplan zastupoval svého předchůdce, nemocného děkana Singera. Děkanem byl zvolen po jeho úmrtí v prosinci 1831. Potvrzen byl počátkem následujícího roku. Purkmistrem byl tehdy Josef Hoffmann.

### Žatecké děkanství
Jako žatecký děkan se zasloužil o řadu městských úprav. Patřilo mezi ně např. rozšíření hřbitova u sv. Jakuba. Když získal od manželského páru, který zemřel na choleru, dům č.p. 262, nechal ho zbořit na vlastní náklady. Pozemek byl pak vyrovnán a použit pro potřeby hřbitova. Číslo zbořeného domu přešlo na nedalekou novostavbu. K jeho dalšímu počinům patřila úprava prostoru kolem žateckého děkanského kostela a částečně i za vzhled kostela samého. V listopadu 1833 prosadil zboření jižní zdi, který zbyla po bývalém hřbitově. Byl také nově upraven a vydlážděn prostor před kostelem, včetně opravy soch a přemístění některých z nich. V prosinci 1836 zmizela i severní zeď. Roku 1840 byl děkanský kostel poškozen při velkém požáru. Velká oprava kostela začala roku 1857. Sbírku finančních prostředků na tuto opravu zorganizoval také děkan Oswald. Oprava exteriéru kostela byla dokončena roku 1858. Opravy interiéru proběhly až za jeho nástupců.

### Vztahy k panovnickému rodu
V roce 1851 světil děkan prapor žatecké národní gardy při velké slavnosti na náměstí. Záhy si získal uznání i ve Vídni na císařském dvoře. Bylo to zvláště proto, že členové panovnického rodu navštěvovali Žatec. Zejména zde hrál roli krátký pobyt Františka I. v roce 1833. Roku 1835 přijel do města i Ferdinand V. V roce 1847 přijeli do Žatce dokonce tři rakouští princové, mezi kterými byl i budoucí císař František Josef. Úcta k členům panovnické dynastie byla v Žatci nepsanou povinností. Připomínaly se narozeniny, svatby, pohřby i mimořádné události v panovnické rodině. Kromě obligatorní bohoslužby to byly i různé doprovodné akce, jejichž organizaci měl na starosti žatecký děkan.
Jako příklad jeho aktivit může posloužit zpráva z roku 1835, kdy z jeho iniciativy po bohoslužbě u příležitosti narozenin Františka I. pohoštěno 14 chudých. Následně bylo mezi chudinu rozděleno deset fůr uhlí. Když se témže roce poprvé slavily narozeniny Ferdinanda V., bylo pohoštěno 138 chudých. A rozděleny peníze mezi chudé děti, aby si mohly koupit lepší oblečení. U příležitosti svatby Alžběty Bavorské (Sissi) a Františka Josefa roku 1854 bylo pohoštěno 182 chudých, dále jim bylo rozděleno 184 zlatých konvenční měny a sto bochníků chleba. Na pohoštění a další dary pro chudé bylo vždy třeba vybrat finanční prostředky. Děkan dbal o chudé po celou dobu, kdy byl ve svém úřadě. Organizoval roznášení za pomoci školní mládeže, často sám přispěl nebo almužnu donesl. Měl rovněž zásluhy na získání finančních prostředků pro vznik nejstarší nemocnice, která byla otevřena v roce 1860. Ve 21. století je budova této bývalé nemocnice budovou Regionálního muzea.
Ve prospěch města Žatec využil své konexe u panovnického dvora, když se při správní reformě v 50. letech 19. století rozhodovalo, zda zůstane krajským městem. Byl to právě on, který byl vyslán roku 1852 starostou Petrowitzem do Vídně, aby se připomněl u císařských úředníků. Když vídeňské úřady kladně odpověděly na tuto žádost, jel do Vídně znovu s děkovným dopisem. Pro tyto a další zásluhy byl 24. ledna 1852 pak jmenován čestným občanem města Žatce.

### Odchoz ze Žatce a závěr života
Z kraje 60. let 19. století za starosty Theodora Hassmanna došlo ke zhoršení vztahů mezi děkanem a městem. Městský historik Adolf Seifert píše pouze v náznacích a s jistou dávkou zášti vůči starostovi. Zmiňuje, že proti děkanovi vystupovali zejména jeho dva kaplani Eduard Heger z Klášterce a Raimund Malik z Teplic. Zmiňuje podezření z falšování listin, krádeže církevního majetku a později píše dokonce o dopisech s výhrůžkami podpálení. Došlo soudnímu řízení a k žalobě se přidal i starosta Hassmann. V této souvislosti se vrací i ke starším sporům mezi děkanem a starostou. Co se přesně stalo, se však neuvádí. Tak na děkan vedl k tomu, že 27. prosince 1861 na svůj úřad v Žatci rezignoval a 29. prosince 1861 bylo jeho odstoupení přijato. Bylo mu nařízeno opustit město a na jeho místo byl zvolen profesor gymnázia Aegidius Christof Kaiser. 31. ledna 1862, v době kdy měl opustit Žatec, došlo k protestnímu srocení lidu, který zablokoval cesty a nenávistně s vykřikoval proti starostovi Hassmannovi. Bývalý děkan nakonec Žatec opustil na voze za doprovodu osmi ozbrojených husarů a odjel do Prahy.
9. února 1862 přijela do města vyšetřovací komise, která měla sebrat důkazy. Seifert píše, že toho mnoho nevyšetřila. Soudy následně bývalého děkana očistily od všech podezření. Včetně nařčení, že za pozdvižení, ke kterému ve městě došlo, mohl on sám. Starosta zapsal totiž do pamětní knihy, že srocení chudiny vyvolal svým chováním. Oswald se do města už nevrátil. Na Strahově se stal sekretářem strahovského opata Jeronýma Josefa Zeidlera a zemřel zde 11. května 1868 ve věku 67 let.